# Dolar din Insulele Cook
Dolar din Insulele Cook este valuta monetară din Insulele Cook. Un dolar este împărțit în 100 cenți, iar unele monede de 50 cenți au valoare de „50 tene”.